# طيران نيوزيلندا
طيران نيوزيلندا (بالإنجليزية: Air New Zealand) و(بالماورية: Araraurangi Aotearoa‏) هي شركة الطيران الوطنية في نيوزيلندا، تتخذ من مطار أوكلاند الدولي مقراً لها ومركزاً لعملياتها، وتقدم خدماتها لأكثر من 20 وجهة محلية و 30 وجهة دولية في 18 دولة في منطقة المحيط الهادئ، يرجع تاريخ إنشاء الشركة إلى عام 1940، وتعتبر شركة طيران نيوزيلندا عضو في تحالف ستار. كما أن الشركة مدرجة في بورصة نيوزيلندا.

## الوجهات
تقدم طيران نيوزيلندا 20 وجهة محلية و30 وجهة دولية في ثمانية عشر دولة ومنطقة في آسيا وأمريكا الشمالية وأوقيانوسيا.

### اتفاقيات الرمز المشترك
أبرمت شركة طيران نيوزيلندا اتفاقيات مشاركة بالرمز مع شركات الطيران التالية:
- الخطوط الجوية الأرجنتينية
- طيران كندا[12]
- طيران الصين
- Air Tahiti Nui
- إيركالين
- خطوط كل اليابان الجوية[13]
- خطوط آسيانا الجوية[14]
- كاثي باسيفيك
- الاتحاد للطيران
- إيفا للطيران[15]
- خطوط فيجي الجوية
- لوفتهانزا
- كانتاس[16]
- الخطوط الجوية السنغافورية
- خطوط جنوب أفريقيا الجوية[17]
- الخطوط الجوية التركية[18]
- الخطوط الجوية المتحدة
- خطوط فيرجن أتلانتيك الجوية

## الأسطول
تشغل طيران نيوزيلندا 101 طائرة (أعيد استخدام 3 طائرات من طراز بوينغ 777 إضافية ليصبح المجموع 104 طائرات). يتكون أسطول الطائرات النفاثة من 52 طائرة: 17 طائرة إيرباص إيه 320، و14 طائرة إيرباص إيه 320 نيو للرحلات القصيرة، وسبع طائرات بوينغ 777 (3 خارج الخدمة مؤقتًا اعتبارًا من أكتوبر 2022) وأربعة عشر طائرة بوينغ 787 للرحلات الطويلة. طلبت الشركة تسع طائرات من طراز إيرباص إيه 320 نيو وثماني طائرات بوينغ 787.
يقوم أسطول الشركة بتشغيل خدمات إقليمية ويتكون من 51 طائرة: 29 طائرة إيه تي آر 72 و23 طائرة من طراز بومباردييه داش 8. طلبت الشركة طائرة واحدة من طراز إيه تي آر 72.

## الجوائز
فازت شركة طيران نيوزيلندا في عام 2020 بجائزة أفضل شركة طيران في جوائز التميز لشركات الطيران لعام 2020 التي قدمها موقع AirlineRatings.com.

## وصلات خارجية
- الموقع الرسمي للشركة (بالإنجليزية)
- تفاصيل أسطول طيران نيوزيلندا (بالإنجليزية)